# Підвал
Підва́л, підпілля, діал. льох, яма,  комора, погріб, сутере́ни, сутери́ни, пивниця (через пол. suterena, suteryna від фр. souterrain або пол. piwnica) — приміщення під першим поверхом будинку нижче рівня землі, заглиблене або напівзаглиблене в землю, призначене для зберігання запасів продуктів, товарів і т. ін.. Характеризується стабільністю добових і річних температур коштом теплоізяційних властивостей землі. Підвали часто бувають пристановищами безпритульних. Висота іноді перевищує два метри. Призначений для господарських потреб. У малоповерхових будівлях має невелику глибину. Кількість будинків з сутеренами скоротилася у зв'язку з центральним теплопостачанням. При зведенні будинків без підвалів значно меншає вартість підземної частини. Зовнішні підвальні стіни розраховують на сприйняття активного тиску ґрунту, а також на передані на них ґрунтом тимчасові навантаження, що містяться на призмі обвалення (наприклад, від баштових кранів, вантажних автомашин).

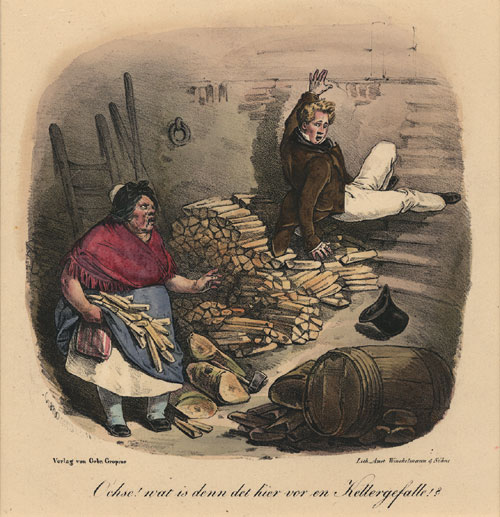
Підвал

## У переносному значенні
Нижня частина газетної сторінки, відділена для окремої статті; стаття, яка займає нижню частину газетної сторінки.